# Biserica Sfântul Spiridon Vechi din București

## Istoric
Biserica Sfântul Spiridon Vechi este menționată la 9 martie 1680, într-un document rămas de la Șerban Cantacuzino, descriind bisericuța de lemn, însă data ctitoriei este necunoscută. După unii istorici, ea a fost ctitorie a boierilor Florești, servind ca paraclis pentru casele acestora, situate în apropiere, pe malul stâng al Dâmboviței.
Pe atunci, Dâmbovița, în curgerea ei liberă, făcea tot felul de ocolișuri și de coturi, care au fost corectate în urma canalizărilor succesive. În dreptul Podului Mogoșoaiei (Căii Victoriei de azi), de pildă, Dâmbovița făcea un mare cot spre dreapta, apropiindu-se mult de Biserica Sfinții Apostoli. După ce străbătea Mahalaua Arhimandritului, Dâmbovița tăia drumul Cilibiului, între bisericile Sfinții Apostoli și Sfântul Spiridon Vechi, și se îndrepta spre Curtea Veche - Curtea Domnească.
După corectarea albiei, biserica a rămas pe malul drept al Dâmboviței. La începutul secolului al XVIII-lea, biserica avea case de zid în jurul ei, cum se precizează într-un document de la 21 martie 1716, în care locuia Mitrofan Tipograful. Este posibil ca acum și biserica să fi fost de zid. Aceste case, ca și hanul aflat tot aici, au suferit mari stricăciuni la cutremurele din 1802 și din 1838, prin urmare au fost demolate în 1868.